# Нэгиси, Эйити
Эйи́ти Нэги́си (яп. 根岸 英一 Нэгиси Эйити, 14 июля 1935, Чанчунь — 6 июня 2021, Уэст-Лафейетт, Индиана, США) — японский химик. Известен как первооткрыватель так называемой реакции Нэгиси. Почётный профессор Университета Пердью (США). Нобелевский лауреат в области химии за 2010 год.

## Биография
Родился в 1935 году в городе Чанчунь (в то время — столица марионеточного японского государства Маньчжоу-го, в настоящее время принадлежит Китаю). В 1958 году окончил бакалавриат по направлению «Органическая химия» Токийского университета. С 1958 по 1960 годы работал в компании Teijin. Получил степень доктора философии по органической химии в Пенсильванском университете в 1963 году. После получения диплома снова вернулся в компанию Teijin, в которой проработал до 1966 года. Затем переехал в США, где два года работал постдоком у Герберта Брауна в Университете Пердью. В 1968 году получил там же должность ассистент-профессора. В 1972—1979 годах работал в Сиракузском университете, сначала на должности ассистент-профессора, а с 1976 года как доцент-профессор. В 1979 году возвращается в Университет Пердью на должность полного профессора. С 1999 года почётный профессор химии Университета Пердью.
В марте 2018 он и жена пропали без вести, перемещаясь на машине по штату Иллинойс и, вероятно, заблудившись. Нэгиси был обнаружен, его жена погибла.

## Научные достижения
Нэгиси начал свои научные исследования в 1966 году под руководством Герберта Брауна. Первые его работы были посвящены изучению различных борорганических реакций образования углерод-углеродных связей. Через некоторое время учёный пришёл к осознанию того, что необходимо сконцентрироваться на поиске каталитических реакций, ускоряющих синтез.
В 1972 году Нэгиси начал исследования металлорганических реакций, катализируемых переходными металлами. В течение 1976—1978 годов Нэгиси опубликовал порядка 10 работ, описывающих реакции кросс-сочетания с участием различных металлорганических веществ, содержащих магний, цинк, бор, алюминий, стронций и цирконий, катализируемых палладием или никелем. Сегодня реакции, которые содержат цинк, алюминий или цирконий, называются реакциями Негиши. За эти открытия Нэгиси был награждён Нобелевской премией по химии 2010 года.

## Членство в научных обществах
- Американское химическое общество (с 1979 года)
- Американская ассоциация содействия развитию науки (1975—1980, 1992—1994)
- Phi Lambda Epsilon (с 1984 года)
- Японское химическое общество[англ.] (с 1985 года)
- Sigma Xi (с 1989)
- Иностранный член Национальной академии наук США (2014)[9]